# Lissoclinum laneum
Lissoclinum laneum är en sjöpungsart som beskrevs av Kott 2004. Lissoclinum laneum ingår i släktet Lissoclinum och familjen Didemnidae. Inga underarter finns listade i Catalogue of Life.